# Gare de Salbris
Gare de Salbris vasútállomás Franciaországban, Salbris településen.

## Vasútvonalak
Az állomást az alábbi vasútvonalak érintik:
- Orléans–Montauban-vasútvonal
- Le Blanc–Argent-sur-Sauldre-vasútvonal

## Kapcsolódó állomások
A vasútállomáshoz az alábbi állomások vannak a legközelebb:
- Gare de Nouan-le-Fuzelier (Gare des Aubrais - Orléans, Orléans–Montauban-vasútvonal)
- Gare de Theillay (Gare de Montauban-Ville-Bourbon, Orléans–Montauban-vasútvonal)
- Gare de La Ferté-Imbault